# Cosmia rubella
Cosmia rubella är en fjärilsart som beskrevs av Krulikovski. Cosmia rubella ingår i släktet Cosmia och familjen nattflyn. Inga underarter finns listade i Catalogue of Life.